# Ровище
Ровище (хорв. Rovišće) — община с центром в одноимённом посёлке в центральной части Хорватии, в Беловарско-Билогорской жупании. Население общины 4822 человека (2011), население административного центра — 1196 человек. В состав общины кроме административного центра входят ещё 11 деревень.
Подавляющее большинство населения общины составляют хорваты — 97,7 %, сербы составляют 1,5 % населения.
Населённые пункты общины находятся на склонах холмистой гряды Билогора. В 10 км к юго-востоку расположен город Бьеловар. По территории общины проходит шоссе D28 Бьеловар — Врбовец и местные дороги. В посёлке Ровище есть ж/д станция на линии Крижевцы — Бьеловар.